# Ocnogyna pallida
Ocnogyna pallida är en fjärilsart som beskrevs av Rothschild. Ocnogyna pallida ingår i släktet Ocnogyna och familjen björnspinnare. Inga underarter finns listade i Catalogue of Life.